# Burchard Fritsch
Burchard Fritsch (* 12. August 1883 in Habenhausen; † 25. September 1950 in Bremen) war ein deutscher Gold- und Silberarbeiter und Politiker (SPD, USPD).

## Biografie
Fritsch war der Sohn eines Tabakarbeiters. Er besuchte die Volksschule und erlernte den Beruf eines Gold- und Silberarbeiters, in dem er seit 1898 arbeitete.
Politik
Fritsch wurde 1900 Mitglied der Gewerkschaft und 1902 Mitglied der SPD. 1907 war er Mitbegründer des SPD Distriktvereins in Bremen-Habenhausen und seit 1908 Mitglied des Gemeindeausschusses der Landgemeinde Habenhausen sowie bis 1933 Mitglied des Kreistags und des Kreisausschusses des Bremer Landgebiets. Von 1917 bis 1922 war er Mitglied der USPD, danach wieder der SPD.
Nach dem Ersten Weltkrieg war er 1919/1920 Mitglied in der verfassunggebenden Bremer Nationalversammlung und von 1920 bis 1933 Mitglied der Bremischen Bürgerschaft. In der Zeit des Nationalsozialismus war er 1933 zeitweise in Haft im Konzentrationslager, dem KZ Mißler.
Die Politikerin (SPD) und Bremer Senatorin Hede Lütjen war seine Enkelin.